# MTU Aero Engines
MTU Aero Engines AG је немачки произвођач ваздухопловниих мотора. Развија, производи и пружа сервисну подршку за моторе војних и цивилних авиона. Претходно је носио назив MTU München.

## Производи

### Цивилно ваздухопловство
Извор:
- , у партнерству с предузећем .
- , у партнерству с предузећем .
- , у партнерству с предузећем .
- , у партнерству с предузећем .
- , у партнерству с предузећем .
- , у партнерству с предузећем .
- , у партнерству с предузећем .
- , у партнерству с предузећем .
- , у партнерству с предузећем .
- , у партнерству с предузећем .
- , у партнерству с предузећем .
- , у партнерству с предузећем .
- , у подуговарању с предузећем .
- ,[3] LM5000, LM6000, LMS100, у партнерству с предузећем .
- , у подуговарању с предузећем .

### Војно ваздухопловство
Извор:
- , као део конзорцијума с предузећем .
- , као део конзорцијум с предузећем .
- , као део конзорцијум с предузећем .
- , као део конзорцијум с предузећем .
- , у подуговарању с предузећем .
- , у подуговарању с предузећем .
- , у партнерству с предузећем .
- , у партнерству с предузећем .
- , у партнерству с предузећем .